# 玫瑰玫瑰我愛你 (小說)
《玫瑰玫瑰我愛你》為王禎和小說。1984年9月於臺北遠景出版社初版。1994年2月由臺北洪範出版社再版。創作背景設定於戰後的花蓮小鎮，敘述越戰期間美軍來台渡假而當地籌設妓女戶的諷刺小說。

## 內容與創作背景
《玫瑰玫瑰我愛你》為長篇小說，背景設定於花蓮小鎮，描述越戰時期美軍來台渡假，使得當地民意代表及特種行業發生一連串的騷動，藉此描寫政治人物及知識分子的貪婪與醜態。
而書名「玫瑰玫瑰我愛你」則有兩層諷刺意義：一暗指性病梅毒（有「西貢玫瑰」之俗稱），暗示吧女們可能因賣春染上惡疾而不自知；一為玫瑰音近「美國」，「玫瑰玫瑰我愛你」成了「美國美國我愛你」，在小說中所有人物皆歡迎美國大兵來台買春。

## 寫作技巧及特色
全書約12萬字。描述「人間淨土」花蓮，為提供美軍來臺渡假時供發洩色慾而當地籌設妓女戶的諷刺小說。籌畫過程中，沒有任何人、反抗團體提出反對的聲浪，也未描寫吧女的反抗或辛酸，所有人都興高采烈、自願來籌設妓女戶，他在小說內容中設計了「四師」角色，老師、醫師、民師、律師，分別為負責「吧女速成班」總籌的老師董斯文（斯文掃地、凡事「懂個屁」），與惲醫師（無照混大夫，專門藉著行醫之便騷擾病人）及錢議員（靠脫褲當選，賺取民脂民膏的民意代表）、張律師（帶頭玩法，盡鑽法律漏洞）。美稱訓練吧女是教育事業，服務美軍為從事「國際外交」，這些知識分子不能濟世助人，反而運用似是而非的說法帶領這樁性交易事業。

## 評價及影響
本部是王禎和作品中，唯一沒有正面角色亦沒有卑微人物值得同情的小說，亦因非以社會正義或人道主義落筆而飽受非議，王禎和自承「寫作小說以來遭遇最大困難的一部作品」。本書曾由王禎和親自改編為電影劇本。

## 改編作品
由王禎和親自改編為電影劇本，拍攝為電影「玫瑰玫瑰我愛你」，獲「金馬獎最佳改編劇本獎」提名。

#### 主要演員
| 演員   | 角色   | 介紹 |
| 謝祖武 | 董斯文 | 40歲，花蓮某中學英文老師。                                                                                 |
| 王自強 | 錢銘雄 | 45歲，已婚，花蓮當地議員，選前造勢活動一脫成名，在地人稱之「脫褲錢」。                                     |
| 蔡振南 | 大鼻獅 | 55歲，人稱「阿尼基」（日語：あにき，意即「大哥」），甲級公娼館「紅粉樓」的負責人，花蓮風俗業四大天王之首。 |
| 謝麗金 | 矮仔雞 | 44歲，大鼻獅之妻，原為紅粉樓退役的妓女。                                                                   |
| 薛提縈 | 小圓圓 | 26歲，紅粉樓的紅牌妓女。                                                                                   |
| 蔡哲文 | 一 郎  | 28歲，大鼻獅的心腹兼貼身保鑣，協助大鼻獅和矮仔雞管理紅粉樓的妓女。                                         |
| 蘇鈺晴 | 阿 鳳  | 28歲，紅粉樓的妓女。                                                                                       |
| 陳嘉君 | 李淑女 | 20歲，剛進紅粉樓的妓女。                                                                                   |
| 洪麗華 | 紅 花  | 24歲，紅粉樓的妓女。                                                                                       |
| 林千玉 | 蓉 蓉  | 23歲，紅粉樓的妓女。                                                                                       |
| 陳恩甄 | 阿 撿  | 24歲，紅粉樓的妓女。                                                                                       |
| 黃羿真 | 阿 月  | 21歲，初入行紅粉樓的妓女。                                                                                 |

#### 製作陣容
- 原作：王禎和
- 編劇：吳佩珍
- 導演：

#### 收視率
| 播出日期      | 平均收視 |
| ------------- | -------- |
| 2017年4月16日 | 0.65     |

## 外部連結
- 閱讀時光2的Facebook專頁
- 閱讀時光2的X（前Twitter）
- 官方网站－台視
- 豆瓣电影上《閱讀時光2》的資料 （简体中文）
- 豆瓣读书上《玫瑰 玫瑰 我爱你》的資料 （简体中文）
- 豆瓣电影上《玫瑰玫瑰我愛你》的資料 （简体中文）